# Gustaf Adolf Koskull
Gustaf Adolf Koskull, född 1 november 1782 i Köpenhamn, död 3 februari 1842 i Stockholm, var en svensk friherre och militär.
Gustaf Adolf Koskull var son till krigsrådet Gustaf Fredrik Koskull och Anna Charlotta Gjelstrup. Han blev sergeant vid Dalregementet 1788, sergeant vid livregementsbrigadens värvade infanteribataljon 1793, kadett vid Krigsakademien på Karlberg 1795 och utexaminerad därifrån 1800. Koskull blev fänrik vid Svea livgarde 1800, löjtnant där 1805 och kapten 1810. Han kommenderades 1808 till Åland och deltog i striderna vid Lokalaks där han utmärkte sig för tapperhet och blev sårad. Han följde senare regementet till Västerbotten och deltog i slaget vid Sävar och träffningen vid Ratan. Koskull blev ordonnansofficer hos kronprinsen 1812, adjutant hos kungen 1814 och deltog under fälttåget mot Norge 1814 där han kommenderade Bohus läns jägare i slaget vid Glemminge och erhöll guldmedaljen För tapperhet i fält för sina insatser. Han blev överstelöjtnant i armén 1815, kaptenlöjtnant vid Livdrabantkåren och överste i armén 1817. Koskull var överste vid Första livgrenadjärregementet och adjutant hos Karl XIV Johan 1818–1821, 1821 var han chef för Värmlands fältjägarregemente, men tog kort därefter helt avsked från militärtjänsten. Han återinträdde i det militära 1824 som kaptenlöjtnant vid livdrabanterna och adjutant hos kungen, och erhöll generalmajors namn, heder och värdighet. År 1833 blev Koskull förste adjutant hos kungen. Under en period bodde han på Stjernsunds slott. Koskull blev 1814 riddare och 1838 kommendör av Svärdsorden samt 1816 riddare av Sankt Andreas orden.